# Nickelodeon (Хрватска)
Никелодион је хрватска мрежа кабловског и сателитског оператера, посвећена деци и тинејџерима. Канал је покренут томом децембра 2011. године. Емитује се 24 часа дневно на подручју Хрватске и Босне и Херцеговине. Сав програм је синхронизован на хрватски. Све синхронизације за овај канал ради студио Нет. Канал је сервиран по паневропском извору.

## Програм

### Игране серије
- Хенри Опасност - (Henry Opasan)
- Биг тајм раш - (Big Time Rush)
- Ај Карли - (iCarly)
- Живот са дечацима - (Život s dečkima)
- Сем и Кет - (Sam i Cat)
- Викторијус - (Victorious)
- Уклети Хатавејеви - (Ukleta kuća Hathawayovih)
- Тандерменови - (Thundermanovi)
- Бела и Булдози - (Bella i Buldozi)
- Ники, Рики, Дики и Дон - (Nicky, Ricky, Dicky i Dawn)
- Развали игру - (Promjena igre)
- Школа рока - (Rock'n'roll škola)
- Тинејџ вештица - (Vještičji načini)

### Анимиране серије
- Винкс - (Winx)
- Сунђер Боб Коцкалоне - (Spužva Bob Skockani)
- Аватар: Последњи владар ветрова - (Avatar: Legenda o Aangu)
- Аватар: Легенда о Кори - (Avatar: Legenda o Kori)
- Пингвини са Мадагаскара - (Pingvini s Madagaskara)
- Чудновили родитељи - (Čudnovili roditelji)
- Кунг фу панда: Легенде о феноментастичном - (Kung Fu Panda: Legende o fenomentastičnom)
- Санџеј и Крег - (Sanjay i Craig)
- Кућа Бука - (Kuća obitelji Glasnić)
- Харви Кљунић - (Harvey Kljunić)

### Ник Џуниор
- Дора истражује - (Dora istražuje)
- Тикити ток - (Tik Tak)
- Водени свет малих гупија - (Vodeni svijet malih gupija)
- Тим Умизуми - (Umizoomi)
- Светлуцава и Сјајна - (Shimmer i Shine)
- Патролне шапе - (Psići u ophodnji)
- Зак и Квак - (Zack i Quack)
- Блејз и чудовишне машине - (Žar i čudovišni strojevi)